# العلاقات الكونغوية الفرنسية
العلاقات الكونغوية الفرنسية هي العلاقات الثنائية التي تجمع بين جمهورية الكونغو وفرنسا.

## مقارنة بين البلدين
هذه مقارنة عامة ومرجعية للدولتين:
| وجه المقارنة                                              | [[تصنيف:صفحات تستخدم رمز علم غير موجود\|]] جمهورية الكونغو | فرنسا                                                    |
| --------------------------------------------------------- | ---------------------------------------------------------- | -------------------------------------------------------- |
| المساحة (كم2)                                             | 342.00 ألف                                                 | 643.80 ألف                                               |
| عدد السكان (نسمة)                                         | 5.26 مليون                                                 | 67.12 مليون                                              |
| الكثافة السكانية (ن./كم²)                                 | 15.38                                                      | 104.26                                                   |
| العاصمة                                                   | برازافيل                                                   | باريس                                                    |
| اللغة الرسمية                                             | لغة فرنسية                                                 | لغة فرنسية                                               |
| العملة                                                    | فرنك وسط أفريقي                                            | يورو، فرنك س ف ب، فرنك فرنسي، Livre tournois ‏            |
| الناتج المحلي الإجمالي (بليون دولار)                      | 8.72 مليار                                                 | 2.58 تريليون                                             |
| الناتج المحلي الإجمالي (تعادل القوة الشرائية) بليون دولار | 29.48 مليار                                                | 2.87 تريليون                                             |
| الناتج المحلي الإجمالي الاسمي للفرد دولار أمريكي          | 1.85 ألف                                                   | 36.20 ألف                                                |
| الناتج المحلي الإجمالي للفرد دولار أمريكي                 |                                                            | 39.33 ألف                                                |
| مؤشر التنمية البشرية                                      | 0.591                                                      | 0.888                                                    |
| رمز المكالمات الدولي                                      | +242                                                       | +33                                                      |
| رمز الإنترنت                                              | .cg                                                        | .fr، .bzh ‏، .tf، .re، .wf، .yt، .pm، .paris              |
| المنطقة الزمنية                                           | ت ع م+01:00                                                | أوروبا/باريس ‏، توقيت وسط أوروبا، توقيت وسط أوروبا الصيفي |

## مدن متوأمة
في ما يلي قائمة باتفاقيات التوأمة بين مدن كونغولية وفرنسية:
- ترتبط دوليسي [الإنجليزية]‏ مع ريوم باتفاقية توأمة.
- ترتبط بوانت-نوار مع لو هافر باتفاقية توأمة.
- ترتبط Djambala [الإنجليزية]‏ مع متز باتفاقية توأمة.
- ترتبط برازافيل مع رانس باتفاقية توأمة منذ 1975.

## منظمات دولية مشتركة
يشترك البلدان في عضوية مجموعة من المنظمات الدولية، منها:
| علم المنظمة | اسم المنظمة                               | تاريخ انضمام جمهورية الكونغو | تاريخ انضمام فرنسا |
| ----------- | ----------------------------------------- | ---------------------------- | ------------------ |
|             | البنك الدولي للإنشاء والتعمير             | 10 يوليو 1963                | 27 ديسمبر 1945     |
|             | يونسكو                                    | 24 أكتوبر 1960               | 4 نوفمبر 1946      |
|             | منظمة التجارة العالمية                    | ?                            | 1995               |
|             | وكالة ضمان الاستثمار متعدد الأطراف        | 16 أكتوبر 1991               | 28 ديسمبر 1989     |
|             | البنك الإفريقي للتنمية                    | ?                            | ?                  |
|             | منظمة الشرطة الجنائية الدولية             | ?                            | ?                  |
|             | مؤسسة التمويل الدولية                     | 1 أكتوبر 1980                | 20 يوليو 1956      |
|             | الأمم المتحدة                             | 20 سبتمبر 1960               | 24 أكتوبر 1945     |
|             | مؤسسة التنمية الدولية                     | 8 نوفمبر 1963                | 30 ديسمبر 1960     |
|             | الفريق المعني برصد الأرض                  | ?                            | ?                  |
|             | منظمة حظر الأسلحة الكيميائية              | ?                            | ?                  |
|             | المركز الدولي لتسوية المنازعات الاستشارية | 14 أكتوبر 1966               | 20 سبتمبر 1967     |

## وصلات خارجية
- موقع وزارة الخارجية الفرنسية